# Stepnogirsk
Stepnogirsk (en ucraniano: Степногірськ, romanizado: Stepnohirsk; en ruso: Степногорск, romanizado: Stepnogorsk) es un pueblo ucraniano perteneciente al óblast de Zaporiyia. Situado en el sur del país, forma parte del raión de Vasilivka y es centro del municipio (hromada) de Stepnogirsk.

## Geografía
Stepnogirsk se encuentra a orillas del río Dniéper, que ha sido represado desde aquí para formar el embalse de Kajovka. La ciudad está situada a 23 km al norte de Vasilivka y 39 km al sur de Zaporiyia. 

## Historia
El pueblo de Sujoivanivka fue fundado en 1921 por nativos del pueblo de Yanchekrak (ahora Kamianské). 
Durante la época de la URSS, había una granja estatal en el pueblo que poseía 7,5 mil hectáreas de tierra (5,3 mil hectáreas eran tierras de cultivo, 141 hectáreas de jardines y 180 hectáreas de huertas). La granja cultivaba principalmente cereales, pero también se desarrolló la ganadería de carne y leche. En 1987, se pasó a llamar Stepnogirsk y recibió el estatus de asentamiento de tipo urbano en 1987.
Los mejores tiempos en la historia del asentamiento comenzaron en la década de 1980, en el último suspiro del sistema soviético. Se supuso que se convertiría en una ciudad minera, porque en las cercanías se encontraron yacimientos de mineral de manganeso, para cuya extracción se creó la Planta de Minería y Procesamiento de Tavry. La mayoría de las familias jóvenes vinieron aquí a trabajar, atraídas no solo por los altos ingresos, sino también por la oportunidad de obtener rápidamente un apartamento. Nada preveía un desastre, pero de repente se reconoció que la producción no era rentable y, en marzo de 1995, el Ministerio de Política Industrial de Ucrania la suspendió. Como resultado, casi dos mil trabajadores de la planta se quedaron sin trabajo. Además, debido a la alta concentración de manganeso en el agua, la tubería principal de agua comenzó a colapsar.
La década de 1990 tras la independencia de Ucrania, el asentamiento sufrió una importante crisis. Sin embargo, con el tiempo, el número de desempleados disminuyó, el precio de la vivienda aumentó, se reparó la guardería local y la tasa de natalidad local aumentó.
En la invasión rusa de Ucrania de 2022, Stepnogirsk está sistemáticamente bajo el fuego del rusos. El 13 de julio de 2022, los ocupantes atacaron edificios de varios pisos e infraestructura civil de Stepnogirsk con bombas de racimo. En la noche del 6 de agosto, los ocupantes bombardearon la zona industrial de Stepnogirsk, como resultado de lo cual se dañó la subestación eléctrica, lo que provocó la desconexión del suministro eléctrico.
En 2023, Novomikoláivka perdió el estatus de asentamiento de tipo urbano en la legislación ucraniana debido a la eliminación de este estatus administrativo.

## Demografía
La evolución de la población de Stepnogirsk entre 1989 y 2022 fue la siguiente:
| 6083                                                          | 4732 | 4520 | 4476 | 4294 |
| (Fuente: Cities & Towns of Ukraine y UKRAINE: Größere Städte) |      |      |      |      |

Según el censo de 2001, la lengua materna de la mayoría de los habitantes, el 52,49%, es el ucraniano; del 46,97% es el ruso.

## Economía
Mucha gente del pueblo trabaja en Zaporiyia; principalmente en Zaporizhstal, una planta de hormigón armado y AvtoZAZ.

## Infraestructura

### Transporte
Stepnogirsk está en la carretera M18 que conecta Zaporiyia y Melitópol. La estación de tren más cercana, Plavni-Vantazhni (a unos 2 kilómetros al oeste) está en la vía férrea que conecta Zaporiyia y Melitópol. 